# 漢光演習
漢光演習（英語：Han Kuang Exercise），是中華民國政府在臺灣、澎湖、金門和馬祖以全國性防衛作戰的軍事演習。漢光演習於1984年首度舉行，代號為「漢光一號演習」，由時任中華民國參謀總長郝柏村一級上將親自主持；之後年年舉行，僅號次有所更動。漢光演習前身為每年的「中美聯合軍事演習」，因1979年《中美共同防禦條約》廢止，中華民國國軍演習型態將攻擊調整為防衛。
為建立全民防衛動員體系，落實全民國防理念，實施動員準備，保障人民權益，中華民國政府於2001年11月14日頒佈《全民防衛動員準備法》，作為建構全民防衛動員機制的法源依據。

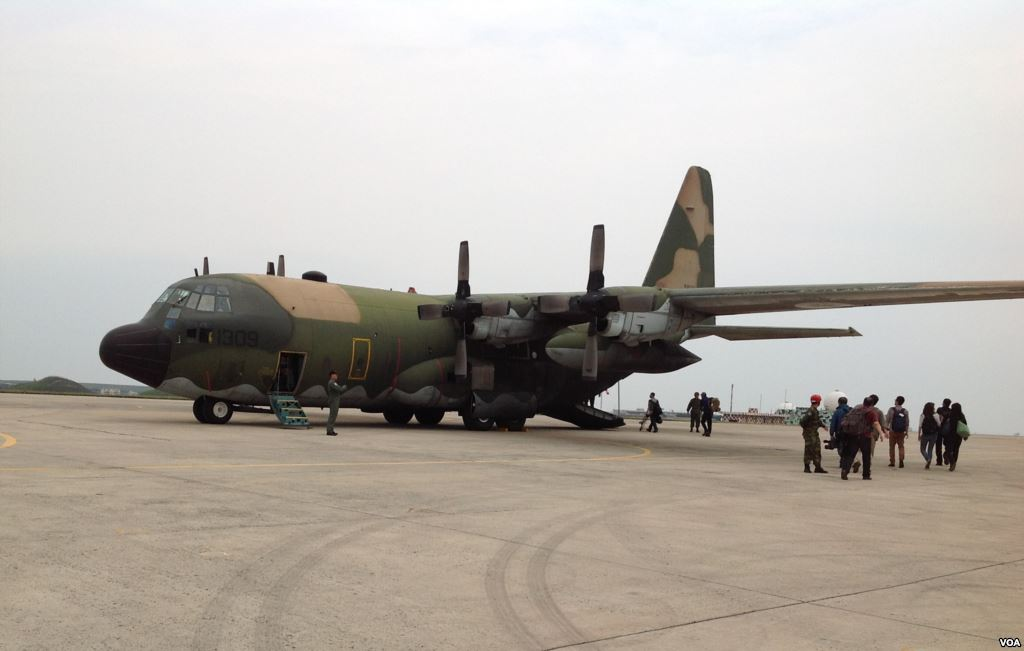
參與漢光演習的中華民國空軍C-130運輸機。

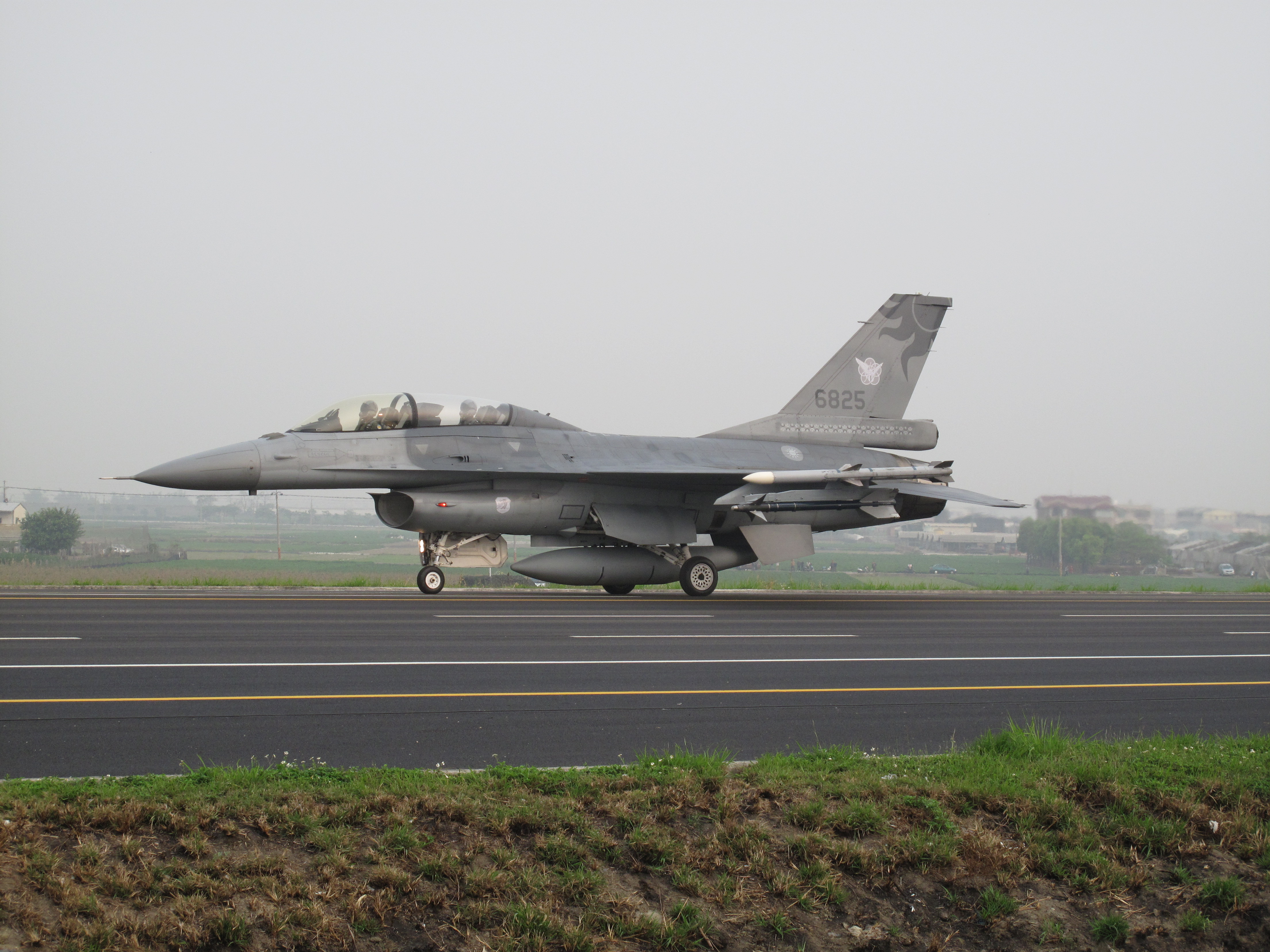
中華民國空軍F-16戰隼戰鬥機參與中山高速公路戰備跑道臺南麻豆段「麻豆戰備跑道」起降演習。

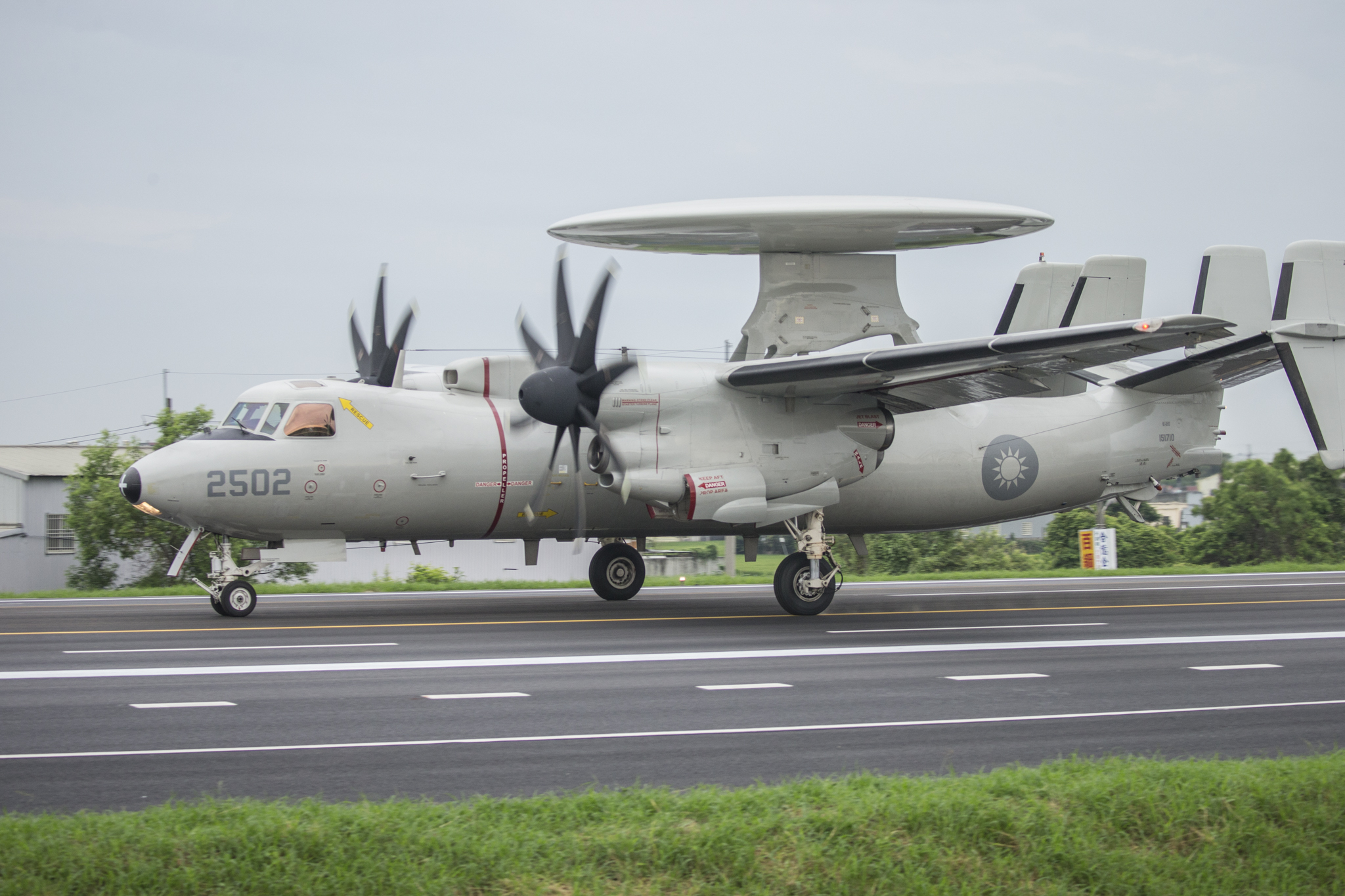
中華民國空軍E-2空中預警機參與中山高速公路戰備跑道彰化員林段「彰化戰備跑道」起降演習。

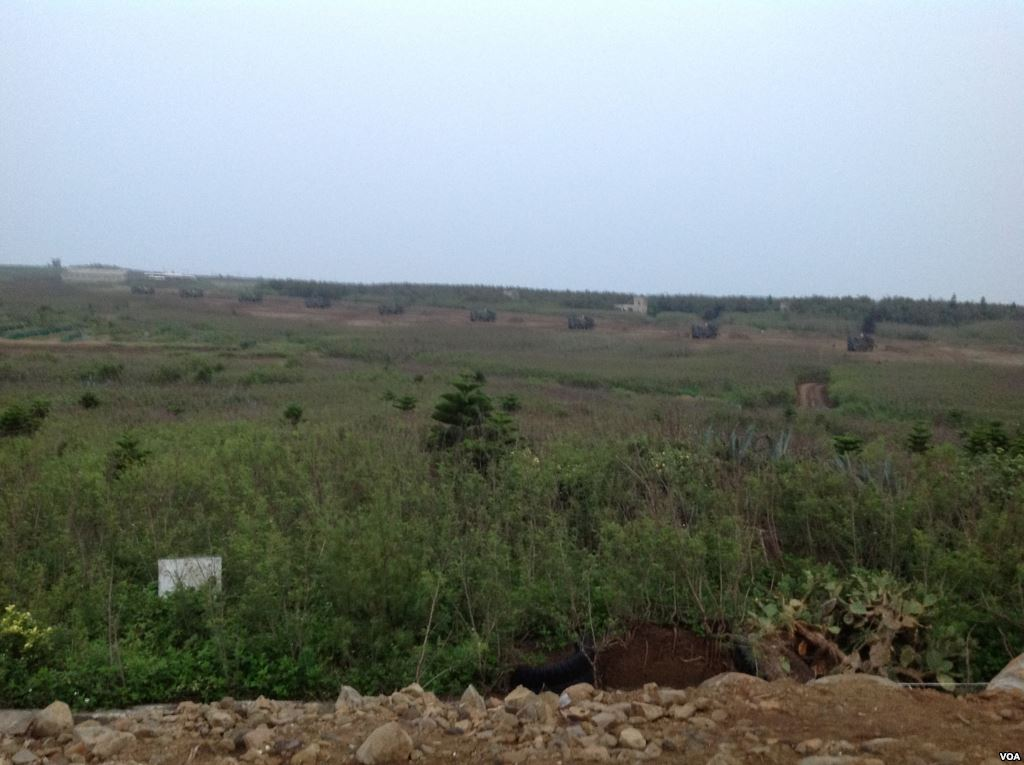
參與漢光演習的中華民國陸軍雷霆2000多管火箭系統。

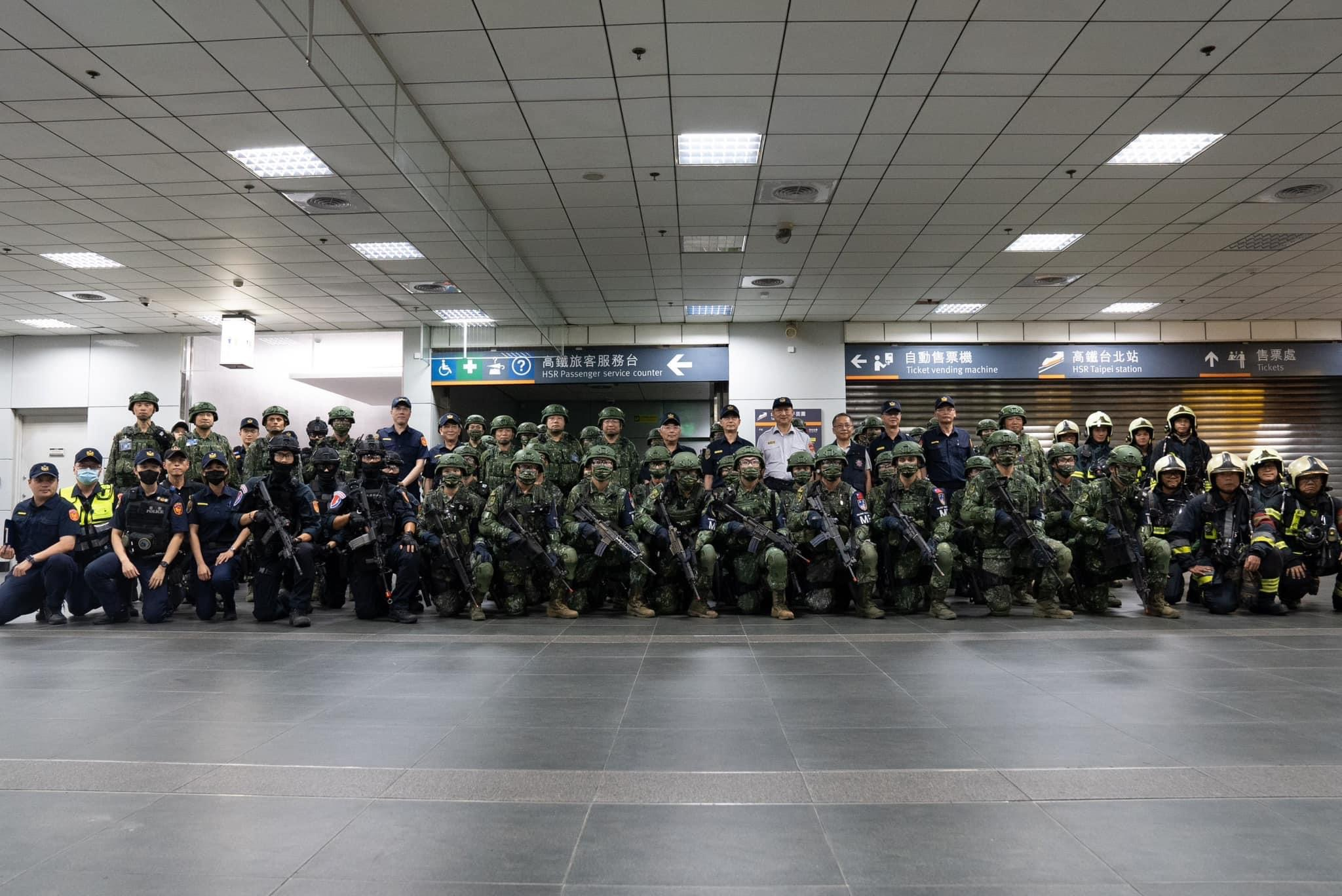
中華民國憲兵指揮部指揮官周廣齊中將視察漢光39號演習，確保臺北衛戍區「國家關鍵基礎設施」防護能力，模擬臺北車站遭到敵軍挾持。此次演習由憲兵第211營、國防部全民防衛動員署後備指揮部、內政部警政署鐵路警察局、內政部警政署刑事警察局、臺北市政府警察局、臺北市政府消防局、臺北市民防大隊等共同參與

## 發展

### 中美聯合軍事演習
漢光演習前身為中華民國國軍與美軍顧問團的「中美聯合軍事演習」，參與演習的軍隊為位於中華民國國軍、美國海軍艦隊與美軍顧問團成員。
實施徵兵制與後備軍人制度的中華民國，聯合軍事演習除了參演現役軍人外，也涵蓋預備役。聯合軍演依例每年舉行，國軍並在同時間舉行所謂南北軍團，以「反攻大陸」攻擊型態為主的全國「師對抗」。

### 漢陽演習
1979年1月，中國與美國關係出現轉折，美國與中華人民共和國建交而與中華民國斷交，因此每年舉行之聯合軍演隨著《中美共同防禦條約》的廢止而終止。為因應此情況，國軍於1979年8月首次單獨進行全國性作戰演習，代號為「漢陽演習」。「漢陽」之名源自「漢陽兵工廠」。
延續聯合軍演的漢陽演習雖照例舉行，不過因為時任參謀總長宋長志上將任內三軍部隊並不協調而違背實際軍事現實，所以並無顯著績效。1981年12月，時任中華民國陸軍總司令郝柏村上將接替中華民國海軍出身的宋長志上將就任參謀總長後，開始擴大漢陽演習內容，並將形態從攻擊調整為防衛。

## 歷年演習

### 1984年，漢光1號
經過3年的調整和部署後，1984年新型態的中華民國軍事演習上陣，其代號則從「漢陽演習」更名為「漢光演習」。「漢光」本意為 「大漢光復」，而內容則從原本的「攻擊師對抗」性質改為「全國性實兵防衛作戰演習」，而首次的新型態漢光演習則命名為「漢光一號演習」。「漢光」為國軍常用代號，顯示1980年代初期的中華民國政治氣氛；而此代號並於日後依循沿用，僅在號次依序增加。
首度漢光演習於1984年6月23日舉行，地點為澎湖。爾後，漢光演習每年舉行一次，演習天數約在數天至數週；至於演習區域，則是在數個軍團戰區按年度輪流進行。1980年代中期開始，常態的漢光演習成為國軍作戰層級最高、演習戰情最複雜、參演兵力裝備最多、科目設置最齊全、規模最大的三軍聯合攻防作戰系列演習。

### 1993年，漢光9號
本次漢光演習於1993年6月舉辦。

### 1994年，漢光10號
本次漢光演習於1994年5月下旬於澎湖舉辦。
漢光10號演習期間，後備軍人同時舉行了「同心六號演習」，澎湖亦實施了「萬安十七號防空演習 （页面存档备份，存于）」，國軍動員兵力之多，是歷年罕見。

### 1994年，漢光11號
本次漢光演習於1994年9月舉辦，是國軍史上罕見的一年兩度漢光演習。
本次對民眾開放的項目有9月17日上午的志航基地軍事裝備展示活動，以及下午的知本海灘火力展示實況射擊。在下午的火力展示實況射擊項目時，發生了海軍誤擊拖靶機之事故，造成四人死亡。

### 1996年，漢光12號
本次漢光演習原先預計於1995年舉行，但受中國的台海軍演影響，決定延期至1996年5月。在1996年總統大選前夕，中國再度舉行大型飛彈試射。因考量情勢不宜升溫，最後此次演習取消實兵科目，僅以高司兵棋方式進行。

### 1997年，漢光13號
本次漢光演習於1997年6月舉辦。

### 2000年，漢光16號
政黨第一次輪替陳水扁上台後親自主持的第一場大規模演習。

### 2001年，漢光17號
本次漢光演習於2001年3月舉辦。
陸軍八軍團戰車進行火炮射擊時，意外打中掩體，一位士兵的喉部遭石塊重擊，受到重傷。

### 2002年，漢光18號
在本次的漢光演習中，國軍首度對外公開天弓二型防空飛彈實彈演習。

### 2003年，漢光19號
- 9月4日在蘇澳利澤簡海岸舉行國軍聯合攻擊演習。參與軍備：F-5自由鬥士戰鬥機、CM-11勇虎式戰車、海龍號潛艇、SUT魚雷。
- 8月蘇澳利澤簡海岸。參與軍備：AH-1眼鏡蛇直升機、OH-58奇奧瓦偵察直升機、成功級巡防艦、陽字號驅逐艦、鷹式飛彈、天頻車。
- 兵推內容：中國人民解放軍利用演習，集結兵力進犯台灣，共機快速接近本島，鷹式飛彈啟動制空聯合作戰，成功級巡防艦防空飛彈同時發射。

### 2006年，漢光22號
臺灣戒嚴令解除後，漢光演習不再成為軍事機密，大量媒體均予以報導。2006年7月，仍以共軍為假想敵的漢光二十二號演習於宜蘭舉行。此次演習的特點是首次模擬共軍成功登陸蘭陽平原與宜蘭市區，並與駐守宜蘭的國軍後備步兵旅展開城鄉防禦戰鬥；此外在蘇澳利澤簡海岸，也有如往常的陸海空三軍聯合對抗登陸部隊的防衛操演與防駭演練，而F-16戰隼戰鬥機、幻象2000戰鬥機、基隆級驅逐艦等整修過的武器與裝備也均有參加演習。在此演習過程中，相關官員表示：「一旦共軍從蘭陽平原登陸，為避免共軍從雪山隧道直入臺北市政經中心，國軍屆時必將炸毀雪山隧道口，封閉並阻絕共軍入侵，待擊退共軍後再行復原使用。」

### 2007年，漢光23號
- 電腦兵棋推演
  - 演習時間：4月實施。
  - 演習地點：國軍聯合作戰指揮中心、國家政軍指揮中心及各戰略執行單位戰術指揮所。
  - 演習編組：統裁官由部長擔任，總長（含）以下的各級幹部皆以現職參演。
  - 推演方式
- 以「前瞻2012年臺海情勢可能的發展與變化」作為想定。
- 由國防大學教官擔任攻擊軍。
- 採取「階段管制、開放用兵」的統裁方式。
- 以24小時、連續5天4夜方式實施。

- 實兵操演驗證
  - 演習時間：5月實施。
  - 演習地點：在本島、外島，以及海、空域訓練場。
  - 演習編組：由部長擔任統裁官，總長（含）以下的人員擔任各相關的指揮官與參謀，並全程進行參演。
  - 演練方式：以全年的作戰演訓指導，在同一個想定架構下，採取「全軍、分區、同時」對抗方式實施演練，並結合「同心」、「萬安」等演習，以強化後備動員的整備戰力，操演全程置重點於「聯合戰力保存、聯合截擊與聯合國土防衛」。

4月24日，中華民國國防部宣佈「漢光二十三號」演習電腦兵棋推演結果，顯示登陸台灣的共軍全數遭國軍殲滅，但台灣西部重要軍事設施亦遭到解放軍飛彈重創，同時凸顯反潛、反飛彈能量不足。這也是國防部首度證實擁有地對地戰術飛彈。

### 2008年，漢光24號
2008年6月1日，中華民國國防部宣佈「漢光二十四號」演習於同年的6月22日至6月27日舉行電腦兵棋推演，實兵驗證時間為9月22日到9月26日。電腦兵推以2009年解放軍對台灣的假想攻擊。
兵棋推演中解放軍動用16萬軍隊對台灣執行全面性狙擊攻擊，共軍第一天即突破國軍海、空防禦，國軍為了阻絕解放軍的攻台速度，則以炸毀雪山隧道、臺灣高鐵及部分高速公路橋樑，做為防禦；兵推第二天因兵力不足讓解放軍成功登陸中南部；兵推第三天國軍展開反攻，成功圍殲中南部登陸之解放軍結束兵棋推演。
經過約一年時間深思熟慮，2009年決心首次推動「QDR」四年一期檢討機制，為近年罕見國防部所推動之重大政策。

### 2010年，漢光26號
中華民國國軍「漢光二十六號電腦輔助兵棋推演」2010年7月19日起舉行五天，今年提升對抗層級，由國防大學校長金乃傑上將擔任攻擊軍（解放軍）司令員，納編各軍種司令部教準部進行攻擊；防衛軍（國軍）則由參謀總長林鎮夷上將率領國軍官兵參演，國軍以2010年的編裝及武器系統，迎戰共軍一千五百多枚導彈的飽和攻擊，及解放軍的三棲進犯。
漢光26號演習國軍飛彈性能
- 地對地中程飛彈：射程2000公里，可攻擊三峽大壩、二炮基地（負責對台導彈）等政經重點單位
- 巡弋飛彈（雄風二E巡弋飛彈）：射程800公里，可攻擊上海及東南沿海等地機場及二炮基地
- 陸基型的超音速雄三反艦飛彈：射程250公里，可封鎖台灣海峽，並攻擊解放軍軍艦

漢光26號電腦兵推資訊
- 時間：2010年7月19日至7月23日
- 攻擊軍首腦：國防大學校長金乃傑（二級上將）
- 防衛軍首腦：參謀總長林鎮夷（一級上將）
- 兵推地點：國防部兵棋暨模式模擬中心（衡山指揮所）
- 兵推內容：攻擊軍模擬中國人民解放軍在2011年對台灣發動猝然攻擊，防衛軍模擬國軍部隊立即展開台澎防衛作戰。

### 2011年，漢光27號
參謀總長林鎮夷上將於2011年4月11日清晨下達「電光（緊急召回）」、「捷報（指揮所開設）」演習後，國軍各作戰區即展開一連五天軍事演習。
漢光二十七號將從4月11日的戰力保存、4月12日的聯合防空、4月13日的聯合截擊及14日、15日的聯合國士防衛作戰等進行實兵驗證，並演練情資整合、無人航空載具攻擊、防護（不對稱作戰）等。
| 日期          | 時間         | 地點                   | 操演項目                                 |
| ------------- | ------------ | ---------------------- | ---------------------------------------- |
| 2011年4月12日 | 14:00至傍晚  | 新北市淡水河口         | 陸軍關渡地區指揮部執行河口防護演習       |
| 2011年4月13日 | 05:00至10:00 | 中山高速公路台南麻豆段 | 空軍二代戰機起降演習                     |
| 2011年4月13日 | 16:00至19:00 | 陸軍楊梅高山頂營區     | 陸軍機械化步兵第二六九旅執行跨區作戰增援 |
| 2011年4月14日 | 05:00至10:00 | 屏東加祿堂海邊         | 聯興操演：海軍陸戰隊登陸作戰演習         |
| 2011年4月14日 | 08:00至10:00 | 空軍台中清泉崗基地     | 聯雲操演：空降及反空降演習               |

### 2012年，漢光28號
2012年4月16日至20日舉行「漢光二十八號」兵棋推演。
- 中華人民共和國攻台想定時間：2013年
- 解放軍新增武器：中華人民共和國首艘航母成軍，台灣全島成為攻擊目標。
- 國軍新增武器：
  - 海軍6架P-3C反潛機加入，由空中攻擊解放軍潛艦

  - 陸軍6架AH-64E阿帕契攻擊直升機成軍，增強台澎地面防衛作戰能力
  - 國軍愛國者反飛彈系統全面升級為PAC-3型，助於重要政軍經地區的飛彈防禦

### 2013年，漢光29號
- 演習時間：4~7月
- 階段：
  - 實兵演練（4月15~19日）模擬解放軍對台灣作戰，中華民國總統马英九首度以三軍統帥身分主持國軍年度最大規模演習，防衛軍採「實兵、局部實彈」方式，實施連續五天、晝夜二十四小時的攻防演練
  - 電腦輔助指揮所演習（7月15~19日）
  - 操演時序依序為泊地攻擊，先期制壓，反舟波射擊，坐灘線火殲和最後階段的防護射擊。出動F-16、IDF與F-5戰機，成功級艦、錦江級艦、光六快艇、AH-1W與OH-58D直升機、雷霆2000、標槍飛彈、M114 155榴砲、M101 105榴砲、T63 120迫砲等各式武器。

- 實彈射擊：
  - 射擊時間：4月17日上午
  - 射擊區域：澎湖五德地區及澎南海空域
  - 焦點武器：雷霆2000多管火箭系統
  - 陸海空三軍:
- 陸軍：9台發射車攻擊9波，射程30公里，共81枚火箭彈，約在20公里外海上對敵造成大範圍殺傷。岸上則是以155榴砲、105榴砲、标枪反坦克飞弹進行集火射擊，並發射火焰干擾絲，嚇阻敵方船團逼近。[7]
- 空軍：自製IDF、F-16、F-5E戰機，AH-1W與OH-58D攻擊直升機，進行空中火力壓制作戰，先後炸毀敵軍船團。註:Mirage2000
- 海軍：成功級艦組、錦江級巡邏艦、鄭和艦和錦江級巡邏艦編成聯合打擊艦隊，並且以海軍光六飛彈快艇和76快砲連續射擊，攻擊共軍兩棲登陸船團及護衛艦，並成功摧毀敵軍艦艇。

- 兵推內容：
  - 澎湖县：假想澎湖的重要軍政據點遭解放軍以彈道飛彈、戰機攻擊後，解放軍突破防線，登陸船團企圖從澎湖本島南方海灘登陸，陸軍澎湖防衛指揮部戰車部隊隨即展開反擊，台灣本島並跨海增援F-16戰機和經國號戰機，對解放軍進行空海炸射。陸軍則派遣AH-1W超級眼鏡蛇攻擊直升機跨海增援；海面則由成功級巡防艦和錦江級巡邏艦以七六艦砲殲滅解放軍殘存犯台兵力。[7]
  - 淡水河口：陆军第298旅充当假想敌在淡水河口登陆，陆军关渡地区指挥部机械化步兵营接获命令，进入炮位对河口进行火力覆盖，有效迟滞敌人登陆。
  - 臺北都会區：4月18日，海軍陸戰隊接获命令对城镇地区的假想敌展开反击。
  - 新竹地区：4月18日，空军新竹基地守备部队、陆军航空特戰指挥部及空军第439、499联队，对假想敌空降作战予以反制，检验部队反空降、反突袭战力。[8]

### 2014年，漢光30號
- 演習時間：5~9月
- 階段：
  - 電腦輔助指揮所演習（5月）
  - 實兵演練（9月15號）

### 2015年，漢光31號
中華民國國防部為紀念抗戰勝利暨台灣光復70週年，特別結合漢光演習於7月4日在新竹湖口基地舉行「國防戰力展示」，由總統馬英九親自檢閱。

### 2016年，漢光32號
國防部規劃中華民國史上最大規模的軍事演習，國防部發言人陳中吉少將指出演習實兵演練規劃於8月22至26日實施。漢光32號演習將會首次將軍種對抗納入，在10月份供總統蔡英文親自校閱，屆時包括海軍艦隊海上海強操演實兵對抗，空軍聯隊戰機空中天龍操演實兵對抗，及陸軍聯兵旅長青操演實兵對抗。

### 2017年，漢光33號
2017年5月22日至26日，為期5天的實兵軍演。25日在澎湖舉行三軍聯合反登陸作戰操演。

### 2018年，漢光34號
2018年4月30日至5月4日舉行電腦輔助指揮所演習，5月22、23和29、30日九鵬地區進行火砲試射，將於6月4日開始至6月8日，舉行實兵實彈演習，共計5天4夜。

### 2019年，漢光35號
2019年4月22日至4月26日舉行第一階段的電腦輔助指揮所演習，共計5天4夜。第二階段的「實兵演習」，則將於5月27至5月31日(共計5天4夜)執行，由三軍部隊採聯合實兵對抗模式，本島、外島、海上、空中兵力，都要參演；本次亮點，在5月28日上午於國道一號彰化戰備道路段進行「戰備跑道起降」演習，當天，配合海軍「62特遣隊」5月29日在花蓮外海的海空聯合組合實兵演習，並模擬反戰機、反飛彈的威脅，天弓二型與天弓三型飛彈車進駐蘇澳。另在5月30日上午於屏東滿豐射擊場進行「聯合反登陸作戰」。

### 2020年，漢光36號
國防部副部長張哲平二級上將2020年4月19日宣布因為嚴重特殊傳染性肺炎疫情擴散，中華民國國防部決定將漢光演習延至下半年舉行，最後，實兵演習在7月17日執行三軍聯合防衛作戰實兵操演，漢光兵棋推演在9月14日至18日實施連續24小時對抗演練。

### 2021年，漢光37號
國軍漢光37號演習電腦兵棋推演將於4月23日至30日舉行。漢光37號實兵實彈演習，因COVID-19疫情延後，調整於9月13日至17日，在台灣海空域及本島、外離島地區異地同時實施。

### 2022年，漢光38號
2022年5月16日至20日， 國軍先實施「圖上兵棋推演」，7月25日至29日實施「實兵操演」。
海巡署也首次派安平級成功號巡防艦參與操演，並實施鎮海火箭彈對海目標射擊，驗證海巡署安平級巡防艦上鎮海火箭彈的平戰轉換戰力。
其中「聯合截擊作戰實彈操演」，蔡英文總統特別搭乘基隆艦出海，視導從緊急出港、反水雷作戰、艦隊防空、海空聯合反潛、反水面作戰及制空作戰，並聯合三軍及海巡之兵、火力阻敵進犯的「實戰化」操演。

### 2023年，漢光39號
國軍年度漢光39號演習再度於北部實施中樞、國土保衛戰，實施兵推、實兵科目，擬於敵軍可能在北部登陸海岸實施防衛攻防，屆時由兩棲部隊北上擔任攻擊軍實施兩棲登陸。海軍一五一艦隊3月將在桃園竹圍漁港旁沙灘至外海進行相關操演，預習登陸用的LCU合字級通用登陸艇近期已進駐基隆港，軍方在北部列管最新「紅色沙灘」（可實施大規模登陸作戰之沙灘）也曝光。
國防部海軍司令部表示，海軍依國防部「處處皆戰場、時時做訓練」的指導，貫徹戰訓本務與戰備整備工作，以建構可恃戰力，捍衛海疆安全。而海軍艦艇均依年度兵力使用及訓練計畫執行各項戰演訓任務，有關兵力運用及任務，海軍不予評論。
2月10日北臺灰雨濛濛之際，海軍旭海軍艦（LSD-193）十餘年來首度泊靠基隆港，快速卸下4艘LCM機械化登陸艇，其中包括兩艘新型艇，即快速出港。基隆後勤指揮部雖有小艇維修船塢，也有以LCU合字級通用登陸艇為主的小艇隊，但人員登陸艇鮮少進駐基隆。
海軍發出「射擊通報」，將於3月8、9、23、24日每日上午，由基隆一五一艦隊於竹圍漁港向外延伸的臺灣西北海域，實施年度訓練，屆時將由海巡檢派一艘百噸級巡防艇在海上警戒，這份通報同時知會國家中山科學研究院。
海軍戰時雖有派遣飛彈快艇進駐漁港的規劃，但竹圍漁港對外延伸的西北海域並沒有任何靶區，因船舶出入頻繁，也難實施實彈射擊。結合射擊通報的操演區域示意不到4公里的長度、寬度約1000碼的描述，似為舟波登陸路徑。
軍方對基隆港新進駐LCM機械化登陸艇，推稱是執行年度訓練，但證實由於年度能實施兩棲登陸的屏東加祿堂、新北海湖沙灘等地，因地形改變、出現高低落差、有漂沙等因素，已不適實施登陸。桃園竹圍漁港一線沙灘，成為北部可登陸的新「紅色沙灘」，根據海軍所發布通報顯示，部隊3月將對竹圍漁港一線沙灘至海上，實施兩棲登陸所需的兵要調查及預習。
聯合報記者實際勘查竹圍沙灘，灘頭有漁港瞭望台可供觀測，灘頭寬闊利於部隊展開。由於過去有陸船在附近登陸，海巡定時由士兵駕全地形車快速梭巡灘頭。
據指出，漢光39號演習的實兵操演，將進一步驗證北部與中樞衛戍區防衛反擊戰備科目，陸軍六軍團「連莊」主辦機率大增，全案目前仍在研討中。漢光演習兵推將在5月份實施。
華府智庫「2049計畫研究所」研究員易思安（Ian Easton）曾在2017年發表的《中共攻台大解密》書中宣稱，若共軍武力犯台，臺灣有14處可能的登陸點，包含金山南北側岸、林口、海湖（桃園蘆竹）、翡翠灣、福隆（新北貢寮）、頭城、壯圍、羅東、宜蘭、布袋、臺南、林園、加祿堂（屏東枋山）等，但資料至今已十分陳舊，部分現地已不符實況。
首度徵用台東豐年民用機場，進行戰機緊急起降、掛彈等作戰任務。以驗證台東空軍志航基地若遭共軍轟炸，空軍可啟用豐年機場進行轉降及整補作業。
7月12日漢光預演關鍵基礎設施防護科目，在桃園煉油廠、桃園機場舉行，先模擬中共解放軍空降，另外同時模擬有部分事先潛伏的特工人員內應。陸軍特戰部隊擔任攻擊軍，模擬敵軍進攻桃園煉油廠，發起攻擊，煉油廠廠區門口則預先已經築起防禦工事，國軍防衛兵力是由桃園市後備步兵旅、桃園憲兵隊、桃園市政府警察局以及內政部警政署保安警察第一總隊共同組成防衛軍。
7月24日起，漢光演習正式開始，共為期5天。

### 2024年，漢光40號
漢光40號演習從7月22日起開始，為期5天，取消了大型火力展示項目、校閱及假想敵，轉而盡量貼近戰場實況，演練去中心化和強化夜間訓練。

### 2025年，漢光41號
漢光41號演習從7月9日起至7月18日結束，為期10天9夜，演訓中國灰色地帶襲擾、對台軍演、本土防禦與持久作戰等目標。

## 重大意外
- 1994年9月17日，漢光11號演習時海軍成功級成功號巡防艦的方陣近迫武器系統於臺東縣外海誤擊金鷹航空公司拖靶的Learjet 35噴射機導致飛行組員4人全數罹難[24][25]。
- 2007年5月11日，漢光23號演習時空軍一架F-5F戰鬥機墜毀時於湖口營區波及星光部隊導致士官兵4死9傷[25]。
- 2018年6月4日，漢光34號演習時空軍一架F-16戰隼戰鬥機在參與萬安演習時於新北市瑞芳區五分山山區撞山墜毁，飛行員吳彥霆少校當場殉職[26][27]。
- 2020年7月3日，漢光36號預演時海軍陸戰隊陸戰九九旅步二營的橡皮艇於左營桃子園外海翻覆導致7人落海、4人送醫，其中3人死亡[28]。
- 2023年7月24日，漢光39號演習時陸軍第六軍團指揮部基隆彈藥分庫「祥豐營區」在處理從陸軍馬祖防衛指揮部運回63式120毫米迫擊砲所使用的迫擊砲彈時發生爆炸，造成9人受傷，2人傷勢嚴重[29]。
- 2025年7月9日至18日，漢光41號演習時發生7起車禍，分別是1輛陸軍第十軍團指揮部砲兵第五八指揮部的中型戰術輪車撞上同向的騎士、1輛陸軍第六軍團指揮部裝甲第五四二旅的M109A5自走砲擦撞路邊的1輛貨車與3輛轎車、1輛空軍防空暨飛彈指揮部載有MIM-104愛國者飛彈的M983拖車不慎卡住一旁店家的遮雨棚、1輛陸軍第八軍團指揮部砲兵第四三指揮部重砲營的輕型戰術輪車自撞一旁民宅的石墩、1輛陸軍第六軍團指揮部裝甲第五八四旅的CM-11勇虎式戰車擦撞對向的1輛轎車、1輛海軍陸戰隊陸戰六六旅的M998悍馬車擦撞停靠一旁的1輛公車、1輛憲兵第二〇四指揮部衛戍空軍志航基地的V-150S裝甲車在營內訓練時上坡路段下滑側翻，導致1輛機車與1輛貨車和3輛汽車被毀、2輛汽車重損、1輛公車與1輛裝甲車與2戶民宅和6人輕傷[30][31][32]。

## 外部連結
- 全民防衛動員準備法 （页面存档备份，存于）.全國法規資料庫.民國 108 年 06 月 19 日